# وكالة التحقيقات البيئية

وكالة التحقيقات البيئية (بالإنجليزية: The Environmental Investigation Agency)‏ هي منظمة دولية غير حكومية لها مكاتب في لندن وواشنطن العاصمة. أسسها ديف كوري، وجنيفر لونسديل، وألان ثورنتون في عام 1984، وهم ثلاثة ناشطين في مجال البيئة في المملكة المتحدة.
تحقق وكالة التحقيقات البيئية بالجرائم البيئية والتعديات، وتشُن حملات ضدها.
تكشف التحقيقات السرية التي تجريها الوكالة عن الجرائم البيئية الدولية، مع التركيز على الفيلة، والنمور، وجرائم الغابات مثل قطع الأشجار المحظور، وإزالة الغابات لأغراض المحاصيل النقدية مثل زيت النخيل. تعمل الوكالة على حماية النظم البيئية البحرية العالمية من خلال التصدي للتهديدات الناجمة عن التلوث البلاستيكي، والصيد العرضي، والاستغلال التجاري للحيتان، والدلافين، والخنازير البحرية. وتسعى أخيرًا إلى الحد من أثر الاحتباس الحراري من خلال الحملة الرامية إلى إزالة مثلج غازات الدفيئة، وكشف التجارة غير المشروعة المرتبطة به، بالإضافة إلى تحسين فعالية الطاقة في قطاع التبريد.
تستخدم وكالة التحقيقات البيئية نتائج أبحاثها التي تشير إليها التقارير بدقة لإصدار تشريعات جديدة، وتحسين الحكم، وزيادة فعالية الإنفاذ. وتستخدم خبرتها الميدانية لتوفير التوجيه لوكالات الإنفاذ، كما تشكل شراكات مع المجموعات المحلية والناشطين المحليين، وتدعم عملهم من خلال التدريب العملي.

## مجالات العمل

### المناخ
يهدف عمل وكالة التحقيقات البيئية المرتبط بالمناخ إلى مواجهة التهديد الملح للاحتباس الحراري، عن طريق القضاء على غازات الدفيئة القوية المستخدمة على نطاق واسع في قطاع التبريد، وتحسين فعالية الطاقة في التقنيات البديلة، والتحقيق في الاتجار غير المشروع بغازات الدفيئة المستخدمة في المثلجات.
تشمل مجالات الحملة الرئيسية ما يلي:
- بروتوكول مونتريال: تمت الموافقة عليه عام 1987 بمهمة ملحة لتنظيم المواد الكيميائية التي تدمر طبقة الأوزون بشكل مباشر، وتحتفل بصفته أنجح معاهدة بيئية في العالم. كان لوكالة التحقيقات البيئية دور فعال في اقتراح البروتوكول، وإثبات دوره في إزالة مركبات الكلوروفلوروكربون بنجاح، بالإضافة إلى اعتباره أفضل آلية للتخلص التدريجي من مركبات الهيدروفلوروكربون الضارة التي حلت محل مركبات الكلوروفلوروكربون. أدى هذا العمل إلى تعديل كيغالي بشأن مركبات الهيدروفلوروكربون.[9]
- لائحة الغازات المفلورة-لائحة الاتحاد الأوروبي: الغازات المفلورة أو غازات اف هي مجموعة من غازات الدفيئة المستخدمة على نطاق واسع في التثليج وتكييف الهواء، وأبرزها مركبات الهيدروفلوروكربون. تحكم لائحة الغازات المفلورة في الاتحاد الأوروبي غازات اف، وتهدف إلى التخلص منها تدريجيًا وإحلال المثلجات الصديقة للمناخ مكانها. شنت وكالة التحقيقات البيئية حملة مكثفة ضد الضغط الذي تمارسه الصناعة، لضمان المراجعة الجادة والطموحة للائحتها ومواصلة العمل على تنفيذها بفعالية.[10]
- فعالية الطاقة: يسهم ارتفاع درجات الحرارة العالمية وتزايد مستويات الدخل في العالم النامي في ازدهار الطلب على التبريد، الذي يستهلك الطاقة بكثافة، ويؤثر بشكل سلبي على المناخ. تشن وكالة التحقيقات البيئية حملات للتأكد من خلو أنظمة التبريد من مركبات الهيدروفلوروكربون، بالإضافة إلى كونها فعالة قدر الإمكان.[11]
- تقنيات التبريد: يتيح التخلص التدريجي من مركبات الهيدروكلوروفلوروكربون في الدول النامية، والتقليل التدريجي من مركبات الهيدروفلوروكربون في الدول المتقدمة، الفرصة إلى اعتماد بدائل صديقة للمناخ وفعالة للطاقة. تقوم وكالة التحقيقات البيئية بحملات لنشر الوعي حول هذه البدائل وفوائدها المتعددة، ما يعطي المستخدمين النهائيين الخيارات التي يحتاجونها لاتخاذ قرارات مستنيرة. أنشأت وكالة التحقيقات البيئية بالشراكة مع منظمة السلام الأخضر، موقع كول تكنولوجيز (Cool Technologies).[12]